# Dominicaines de Sainte Catherine de Sienne
Les Sœurs dominicaines de Sainte Catherine de Sienne forment un institut religieux féminin enseignante et hospitalière de droit pontifical. 

## Historique
La congrégation prend sa source à l'époque de la restauration de l'ordre des frères prêcheurs (les Dominicains) en France par Lacordaire. Elle est fondée en 1852 à Albi par Gérine Fabre (1811-1887).
Napoléon III consent, à l'initiative de sa femme l'impératrice Eugénie, à inviter les religieuses en Italie où ils possèdent de vastes propriétés. Elles ouvrent donc une filiale à Civitanova Marche.
Les Sœurs dominicaines de Sainte Catherine de Sienne reçoivent le Decretum laudis le 24 novembre 1901 et leurs constitutions sont définitivement approuvées par le Saint-Siège le 4 juillet 1933.

## Activité et diffusion
Les religieuses se consacrent à l'éducation, à l'assistance des malades, au catéchisme et à l'administration de maisons de retraite et de foyers pour familles en difficulté.
Elles sont actives aujourd'hui en Europe (France, Italie, Royaume-Uni, Espagne et Slovénie); en Asie (Irak, Pakistan); en Afrique (Nigeria et Ouganda); et en Amérique (Argentine, Brésil, Guadeloupe, Pérou et Uruguay).
Leur maison généralice est à Rome. Selon l'annuaire pontifical de 2010, les religieuses comptaient 529 membres et 69 maisons au 31 décembre 2008.